# Headcharger
Headcharger est un groupe de heavy metal français, originaire des alentours de Caen. Formé en 2004, le groupe comprend actuellement Sébastien Pierre (chant), David Rocha, Antony Josse (guitares), Romain Neveu (basse) et Rudy Lecocq (batterie). La musique d'Headcharger peut se définir comme un mélange de metalcore, de heavy metal traditionnel et de stoner rock.

## Biographie

### Débuts (1997–2008)
C'est en 1997 qu'un groupe de metalcore est formé en Basse-Normandie, composé de Sébastien Pierre, Ludovic Delbrayelle, Romain Neveu et Guillaume Rocha, nommé Doggystyle. David Rocha, le frère de Guillaume Rocha, rejoindra le groupe sur la fin de la période Doggystyle plus tard en tant que guitariste. Le groupe se produira en 2004 au Fury Fest, avec notamment Soulfly, Slipknot et Agnostic Front. Puis, les musiciens de Doggystyle décident de partir sur un nouveau projet : Headcharger (Customcore Records / Overcome Distribution), plus basé sur un mélange de stoner rock et de metalcore. C'est alors qu'en 2004, débutera l'enregistrement du premier album d'Headcharger. 
À cette époque, Antony Josse aide le groupe à enregistrer leur premier album en tant qu'ingénieur du son, avant de rejoindre progressivement le groupe jusqu'en 2006, lors de la tournée du premier album. Le groupe commence alors peu à peu à se faire connaitre et sort son second album, Watch The Sun (Customcore Records / Season of mist Distribution) en 2007. À cette époque, Headcharger commence à tourner dans toute la France et jouera le 18 juillet 2008 au Festival Art Sonic.

### Succès (2009–2016)
En fin d'année 2009, le groupe retourne en studio pour l'enregistrement de leur troisième album : The End Starts Here (XIII BIS records / Sony Distribution). Ayant fait appel à un producteur pour les deux premiers albums (Serge Morattel : Lofofora, Knut, Houston Swing Engine…), Headcharger décide de s'enregistrer seul. Le groupe se rapproche alors du heavy metal et du rock 'n' roll tout en gardant ses origines Metalcore, très présentes dans leurs deux premiers albums. Cet album abouti et une certaine assurance sur scène leur permettront par la suite d'être invités à tourner en France, en Suisse, en Belgique, au Royaume-Uni, de jouer au Sonisphere Festival à Madrid et à Knebworth entre 2010 et 2011 et de faire une apparition au Hellfest le samedi 18 juin 2011. Le groupe remplace au pied levé les musiciens de Blackrain.

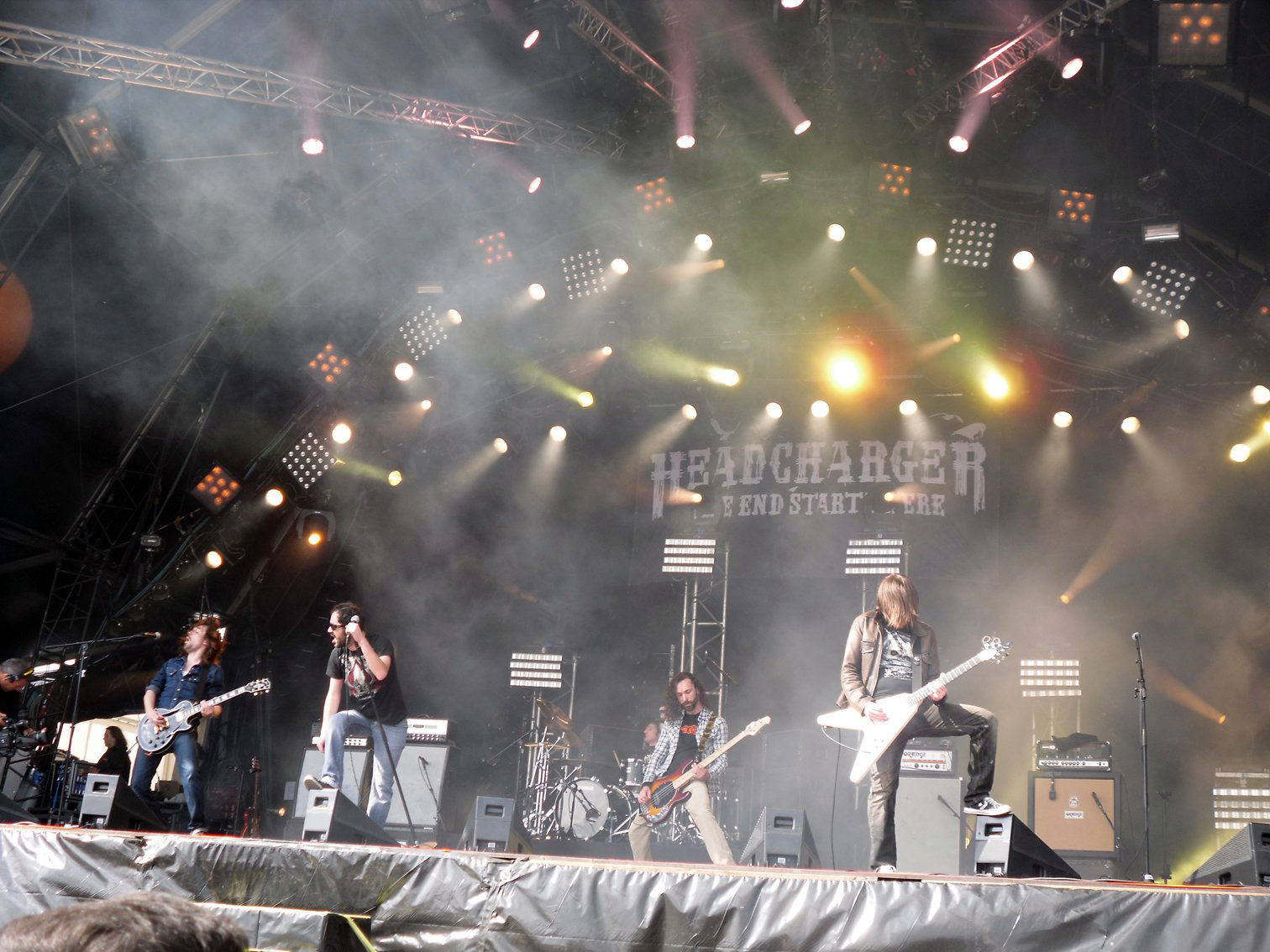
Headcharger sur la Mainstage 02 du Hellfest en 2011

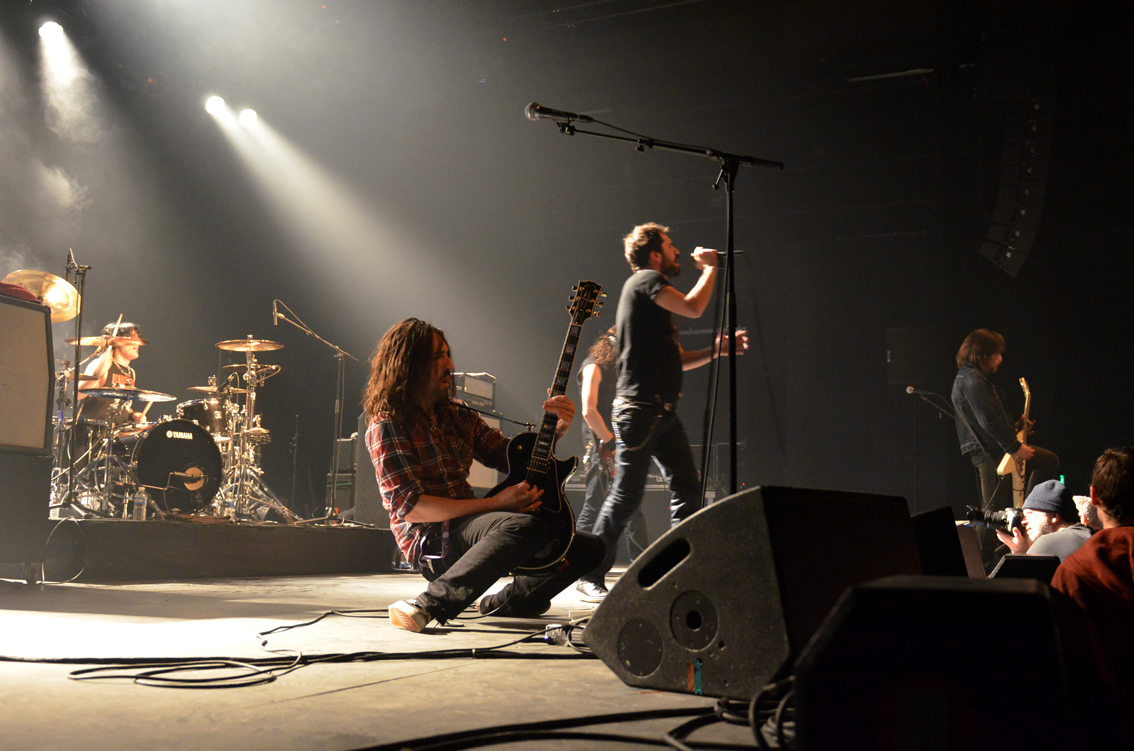
Headcharger sur la scène du 106 à Rouen en 2012 en ouverture des Nashville Pussy

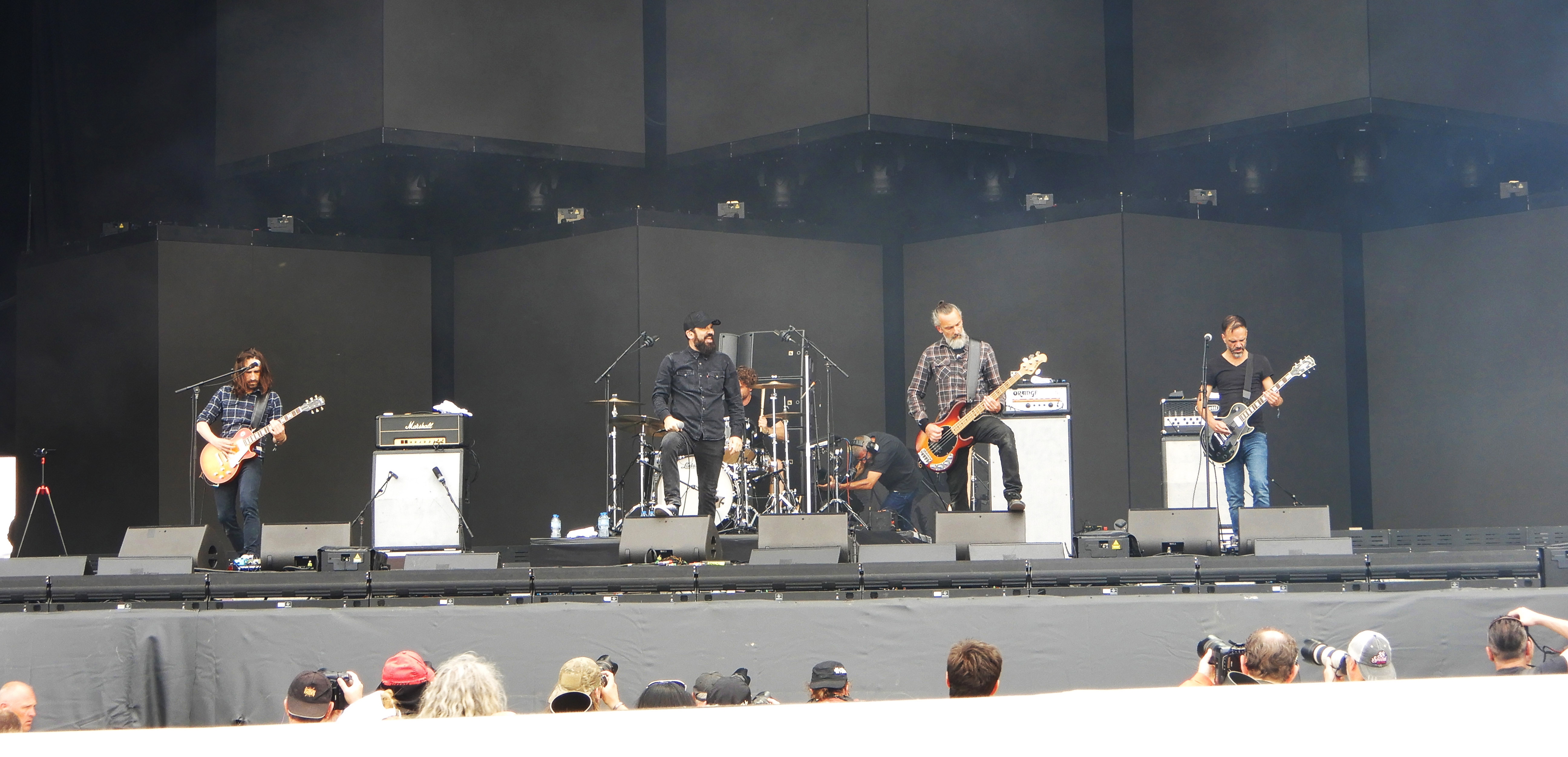
Headcharger au Hellfest 2022

Puis le groupe enregistre son quatrième album Slow Motion Disease, qui sortira en 2012, et qui marque une nouvelle évolution du son Headcharger. Le groupe intègre, dès lors, des structures reconnues de booking, telles que Base Prod' en Europe et Factory Music au Royaume-Uni
. Le groupe repart en tournée dans toute la France, jouera au Dour Festival et au Bloodstock Open Air, avec notamment Alice Cooper, Dimmu Borgir et Anvil en 2012, et assurera également les premières parties de groupes comme Gojira, Crucified Barbara et Nashville Pussy.
Le 1er avril 2016, Headcharger publie le clip d'une reprise semi-acoustique du titre Children of the Grave de Black Sabbath, filmé et enregistré aux Studios Télémaque.

### Hexagram(depuis 2017)
Le 16 mars 2017, ils publient un nouveau clip du titre Coming Back to Life, tiré de leur nouvel album Hexagram prévu pour le 24 mars 2017
.

## Membres

### Membres actuels
- Sébastien Pierre - chant (depuis 2004)
- David Rocha - guitare (depuis 2004)
- Romain Neveu - basse (depuis 2004)
- David Vallée - guitare (depuis 2020)
- Antoine Cadot - batterie (depuis 2020)

### Anciens membres
- Ludovic « Dod » Delbrayelle - guitare (2004–2006)
- Guillaume Rocha - batterie (2004–2011)
- Morgan Berthet - batterie (2011–2012)
- Matt LeChevalier - batterie (2012–2013)
- Antony Josse - guitare (2006-2020)
- Rudy Lecocq - batterie (2014-2020)

## Vidéoclips
- 2008 : You Wanna Dance You Gotta Pay the Band
- 2010 : Intoxicated
- 2012 : All Night Long
- 2015 : Land of Sunshine